# Midila albipes
Midila albipes là một loài bướm đêm trong họ Crambidae.